# Relations entre l'Algérie et la Corée du Nord
L'Algérie et la Corée du Nord entretiennent des relations officielles. La Corée du Nord possède une ambassade à Alger. L'Algérie quant à elle ne dispose pas de représentation diplomatique en République populaire démocratique de Corée.

## Comparaison entre les deux pays
|                   | République algérienne démocratique et populaire | République populaire démocratique de Corée |
| ----------------- | ----------------------------------------------- | ------------------------------------------ |
| Superficie        | 2 381 741 km2                                   | 120 540 km2                                |
| Population        | 44 487 616 hab.                                 | 25 831 360 hab.                            |
| Densité           | 19 hab/km2                                      | 214 hab/km2                                |
| Capitale          | Alger                                           | Pyongyang                                  |
| Plus grande ville | Alger (3 154 792 hab. en 2015)                  | Pyongyang (3 255 288 hab. en 2008)         |
| Langue officielle | Arabe, Tamazight                                | Munhwaŏ                                    |

## Histoire
En 1958, la Corée du Nord est le premier gouvernement non-arabe à reconnaître la légitimité du GPRA (Gouvernement provisoire de la République algérienne) sur le territoire algérien (à l'époque occupé par la France).
En 1976, la Corée du Nord reconnaît également la souveraineté du RASD sur le Sahara occidental, indépendance aussi soutenue par les Algériens.
En 2017, l'Algérie reçoit le vice-ministre nord-coréen des Affaires étrangères, cette visite a notamment débouchés sur un programme d'échanges entre l'université Kim-Il Sung et l'université d'Alger 1.
Malgré ces évènements, les liaisons entre les deux pays sont très faibles et l'Algérie échange davantage avec la Corée du Sud. Cela est dû à la politique isolationniste de la Corée du Nord, et aux nombreuse sanctions des États-Unis sur le régime nord-coréen, la raison donnée étant ses essais nucléaires.